# Gísli Þorgeir Kristjánsson
Gísli Þorgeir Kristjánsson (Reykjavik, 30 de julio de 1999) es un jugador de balonmano islandés que juega de central en el SC Magdeburg. Es internacional con la selección de balonmano de Islandia.
Su primer gran campeonato con la selección fue el Campeonato Mundial de Balonmano Masculino de 2019.

## Palmarés

### Kiel
- Copa de Alemania de balonmano (1): 2019
- Copa EHF (1): 2019
- Liga de Alemania de balonmano (1): 2020

### SC Magdeburg
- Liga Europea de la EHF (1): 2021
- Liga de Alemania de balonmano (2): 2022, 2024
- Copa de Alemania de balonmano (1): 2024
- Campeonato Mundial de Clubes de Balonmano (3): 2021, 2022, 2023
- Liga de Campeones de la EHF (2): 2023, 2025

## Clubes
- FH Hafnarfjördur (2015-2018)
- THW Kiel (2018-2020)
- SC Magdeburg (2020- )